# アローナ
アローナ（伊: Arona）は、イタリア共和国ピエモンテ州ノヴァーラ県にある、人口約14,000人の基礎自治体（コムーネ）。

## 地理

### 位置・広がり
| 隣接するコムーネは以下の通り。括弧内のVAはヴァレーゼ県所属を示す。 - アンジェーラ (VA) - コミニャーゴ - ドルメッレット - インヴォーリオ - メイナ - オレッジョ・カステッロ - パルッツァーロ |

## 行政

### 分離集落
アローナには、以下の分離集落（フラツィオーネ）がある。
- Dagnente, Mercurago, Montrigiasco

## 姉妹都市
- コンピエーニュ、フランス[4]
- ユイ、ベルギー
- Arona、スペイン